# Виргавирусы
Виргавирусы (лат. Virgaviridae, от лат. virga — палка) — семейство палочковидных РНК-содержащих вирусов растений. Широко известный вирус табачной мозаики относится именно к этому семейству.

## Строение
Капсид вируса представляет собой спираль, состоящую из 130 витков с шагом спирали 23 Å. Спираль сформирована из 2130 идентичных молекул белка (мономеров), содержащих по 158 аминокислотных остатков. Генетическим материалом вируса табачной мозаики является одноцепочечная (+)РНК. Молекула РНК глубоко погружена в белок и повторяет шаг белковой спирали.

## Классификация
По данным Международного комитета по таксономии вирусов (ICTV), на март 2020 года в семейство включают 7 родов:
- Furovirus (6 видов)
- Goravirus (2 вида)
- Hordeivirus (4 вида)
- Pecluvirus (2 вида)
- Pomovirus (5 вида)
- Tobamovirus (37 видов)
- Tobravirus (3 вида)